# 嘎巴拉碗

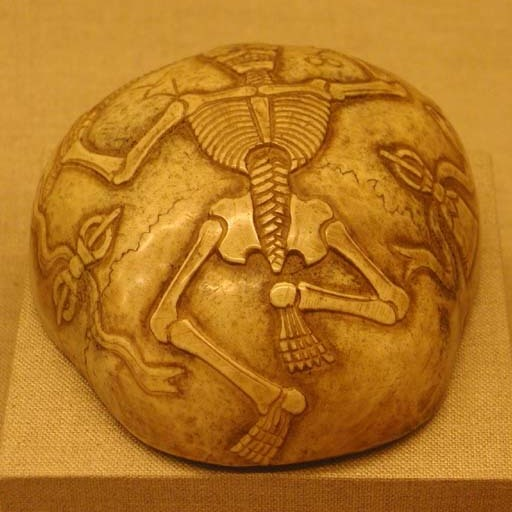
嘎巴拉碗

嘎巴拉碗（藏語：ཀ་པ་ལ་，威利转写：kapala），又称托巴碗，是由人的头盖骨做成的一種骷髏碗，又称内供颅器、人頭器，是无上瑜伽部举行灌顶仪式的法器，为藏传佛教常用法器之一（也是日本立川流使用的法器）。这种碗在印度教性力派与湿婆派也有。
灌頂的意義是使修行者獲得智慧，沖洗一切污穢。也有人说是使人断我执。
密宗修法者舉行灌頂儀式時，在灌頂壺內盛聖水，頭器內盛酒，師傅將聖水灑在修行者頭上，並讓其喝酒，然後授予密法。
藏傳佛教密宗盛行用人的骨骼製成各種法器，不過制作嘎巴拉碗的头盖骨，必须来自修行有成的喇嘛，依其生前遗愿制成。
按照藏傳佛教的“靈魂轉世”、“六道輪迴”學說，靈魂是流轉的，而身體則是物質的、生滅的。 一旦靈魂由於人的死亡而離開了身體，肉身則形同於石塊、沒有生命的物質。所以密宗认为，對它的使用談不上殘忍和野蠻，反而是種放棄執著，得到解脫的象徵。

## 著名的骷髅碗
元朝楊璉真珈盜掘宋理宗墓，將頭蓋骨截取並製作成為飲器。清乾隆帝也将反清的大金川土司索诺木之弟索诺木朋楚克和回部霍集占头颅制成嘎巴拉碗，现藏于台北国立故宫博物院。